# Ingrid Neel
Ingrid Neel (født 16. juni 1998 i Oyster Bay, New York, USA) er en professionel tennisspiller fra Estland, som indtil 2023 repræsenterede USA.